# Европско првенство у атлетици у дворани 1983 — скок увис за мушкарце
Такмичење у скоку увис у мушкој конкуренцији на 14. Европском првенству у атлетици у дворани 1983. године одржано је 6. марта. у Дворани спорта у Будимпешти, (Мађарска).
Титулу европског првака освојену на Европском првенству у дворани 1982. у Милану није бранио Дитмар Мегенбург из Западне Немачке.

## Земље учеснице
Учествовала су 18 скакача увис из 10 земаља.
1. Бугарска (1)
2. Италија (2)
3. Мађарска (2)
4. Пољска (3)
5. Румунија (1)
6. Совјезски Савез (3)
7. Шпанија (1)
8. Шведска (1)
9. Западна Немачка (3)
10. Југославија (1)

## Рекорди
| Рекорди пре почетка Европског првенства у дворани 1983.     | Рекорди пре почетка Европског првенства у дворани 1983. | Рекорди пре почетка Европског првенства у дворани 1983. | Рекорди пре почетка Европског првенства у дворани 1983. | Рекорди пре почетка Европског првенства у дворани 1983. | Рекорди пре почетка Европског првенства у дворани 1983. |
| ----------------------------------------------------------- | ------------------------------------------------------- | ------------------------------------------------------- | ------------------------------------------------------- | ------------------------------------------------------- | ------------------------------------------------------- |
| Светски рекорд                                              | Владимир Јашенко                                        | Совјетски Савез                                         | 2,35                                                    | Милано, Италија                                         | 12. март 1978.                                          |
| Европски рекорд                                             | Владимир Јашенко                                        | Совјетски Савез                                         | 2,35                                                    | Милано, Италија                                         | 12. март 1978.                                          |
| Рекорди европских првенстава                                | Владимир Јашенко                                        | Совјетски Савез                                         | 2,35                                                    | Милано, Италија                                         | 12. март 1978.                                          |
| Најбољи светски резултат сезоне у дворани                   | Карло Тренхард                                          | Западна Немачка                                         | 2,33                                                    | Берлин, Западна Немачка                                 | 25. фебруар 1983.                                       |
| Најбољи европски резултат сезоне у дворани                  | Карло Тренхард                                          | Западна Немачка                                         | 2,33                                                    | Берлин, Западна Немачка                                 | 25. фебруар 1983.                                       |
| Рекорди после завршеног Европског првенства у дворани 1983. |                                                         |                                                         |                                                         |                                                         |                                                         |
| Нових рекорда није било.                                    |                                                         |                                                         |                                                         |                                                         |                                                         |

## Најбољи европски резултати у 1983. години
Десет најбољи европски такмичари у скоку увис у дворани 1983. године пре почетка првенства (5. марта 1983), имали су следећи пласман на европској и светској ранг листи. (СРЛ)
| 1. | Карло Тренхард     | Западна Немачка | 2,33 | 25. фебруар | 1. СРЛ  |
| 2. | Герд Нагел         | Западна Немачка | 2,31 | 12. фебруар | =2. СРЛ |
| 3. | Генадиј Белков     | Совјетски Савез | 2,30 | 30. јануар  | =4. СРЛ |
| 4. | Марио Тамбери      | Италија         | 2,28 | 10. јануар  | 7. СРЛ  |
| 4. | Сергеј Засимович   | Совјетски Савез | 2,28 | 19. фебруар | 7. СРЛ  |
| 4. | Јуриј Шевченко     | Совјетски Савез | 2,28 | 19. фебруар | 7. СРЛ  |
| 4. | Даријуш Бичицко    | Пољска          | 2,28 | 22. фебруар | 7. СРЛ  |
| 8. | Владимир Грањенков | Совјетски Савез | 2,27 | 10. јануар  | 12. СРЛ |
| 8. | Андреас Сурбек     | Западна Немачка | 2,27 | 12. фебруар | 12. СРЛ |
| 8. | Масимо ди Ђорђо    | Италија         | 2,27 | 20. фенруар | 12. СРЛ |
| 8. | Ханс Бурхарт       | Западна Немачка | 2,27 | 25. фебруар | 12. СРЛ |

Такмичари чија су имена подебљана учествују на ЕП 1982.

## Освајачи медаља
|                                |                            |                           |
| Карло Тренхард Западна Немачка | Герд Нагел Западна Немачка | Мирослав Влодарчик Пољска |

## Резултати

### Финале
| Пласман | Атлетичар               | Земља           | Резултат | Белешка |
| ------- | ----------------------- | --------------- | -------- | ------- |
|         | Карло Тренхард          | Западна Немачка | 2,32     |         |
|         | Герд Нагел              | Западна Немачка | 2,30     |         |
|         | Мирослав Влодарчик      | Пољска          | 2,27     | ЛРд     |
| 4.      | Масимо ди Ђорђо         | Италија         | 2,27     | =ЛРд    |
| 5.      | Генадија Авдјенко       | Совјетски Савез | 2,27     | ЛРд     |
| 6.      | Андреас Сурбек          | Западна Немачка | 2,27     | =ЛРд    |
| 7.      | Еуген Кристијан Попеску | Румунија        | 2,24     |         |
| 8.      | Масимо ди Ђорђо         | Италија         | 2,22     |         |
| 9.      | Сергеј Засимович        | Совјетски Савез | 2,24     |         |
| 10.     | Даријуш Бичицко         | Пољска          | 2,24     |         |
| 11.     | Марко Тамбери           | Италија         | 2,20     |         |
| 12.     | Тибор Гештемнбреин      | Мађарска        | 2,20     |         |
| 13.     | Ђула Немет              | Мађарска        | 2,20     |         |
| 14.     | Новица Чановић          | Југославија     | 2,20     |         |
| 15.     | Георги Гаџев            | Бугарска        | 2,10     |         |
| 16.     | Генадиј Белков          | Совјетски Савез | 2,10     |         |
| 17      | Патрик Шеберг           | Шведска         | БП       |         |
| 17      | Роберто Кабрехас        | Шпанија         | БП       |         |

## Укупни биланс медаља у скоку увис за мушкарце после 14. Европског првенства у дворани 1970—1983.
|    | Земља           |    |    |    |    |
| -- | --------------- | -- | -- | -- | -- |
| 1. | Совјетски Савез | 5  | 3  | 1  | 9  |
| 2. | Западна Немачка | 3  | 2  | 4  | 9  |
| 3. | Мађарска        | 3  | 2  | 1  | 6  |
| 4. | Пољска          | 1  | 2  | 1  | 4  |
| 5. | Чехословачка    | 1  | 1  | 1  | 3  |
| 6. | Швајцарска      | 1  | 0  | 1  | 2  |
| 7, | Источна Немачка | 0  | 3  | 0  | 3  |
| 8. | Француска       | 0  | 1  | 0  | 1  |
| 9. | Румунија        | 0  | 0  | 2  | 2  |
| 10 | Грчка           | 0  | 0  | 1  | 1  |
| 10 | Холандија       | 0  | 0  | 1  | 1  |
| 10 | Шведска         | 0  | 0  | 1  | 1  |
|    | Укупно {13}     | 14 | 14 | 14 | 42 |

|     | Атлетичар        | Земља           |   |   |   |   |
| --- | ---------------- | --------------- | - | - | - | - |
| 1.  | Иштван Мајор     | Мађарска        | 3 | 1 | 0 | 4 |
| 2.  | Владимир Јашенко | Совјетски Савез | 2 | 0 | 0 | 2 |
| 3,  | Дитмар Мегенбург | Западна Немачка | 2 | 0 | 1 | 2 |
| 4.  | Кестутис Шапка   | Совјетски Савез | 1 | 1 | 0 | 2 |
| 4.  | Јацек Вшола      | Пољска}         | 1 | 1 | 0 | 2 |
| 4.  | Карло Тренхард   | Западна Немачка | 1 | 1 | 0 | 2 |
| 7.  | Владимир Мали    | Чехословачка    | 1 | 0 | 1 | 2 |
| 7.  | Роланд Далхојзер | Швајцарска      | 1 | 0 | 1 | 2 |
| 9.  | Ролф Бајлшмит    | Источна Немачка | 0 | 2 | 0 | 2 |
| 10. | Ендре Келемен    | Мађарска        | 0 | 1 | 1 | 2 |
| 10. | Јири Тармак      | Совјетски Савез | 0 | 1 | 1 | 2 |